# 中村伝三郎
中村 伝三郎（なかむら でんざぶろう、1916年(大正5年)10月30日 - 1994年(平成6年)8月23日）は、日本の美術評論家。
兵庫県出身。東京帝国大学卒。1947年国立博物館付属美術研究所（現・東京国立文化財研究所）入所、美術部第二研究室長。彫塑史専門、91年『明治の彫塑』で毎日出版文化賞受賞。

## 著書
- 『明治の彫塑 「像ヲ作ル術」以後』文彩社、1991

### 編纂
- 『講談社版日本近代絵画全集 第17巻 竹内栖鳳・上村松園』田中一松、関千代共著 講談社、1963
- 『現代日本の美術 7　岡田三郎助・小絲源太郎』浅野徹共著　集英社、1975
- 『北村西望彫塑大成』編　講談社、1976

## 参考
- コトバンク
- 物故者記事-東文研アーカイブデータベース-東京文化財研究所